# Batalha de Collecchio
A Batalha de Collecchio foi travada ao final da Segunda Guerra Mundial, de 26 a 27 de abril de 1945, em território italiano, tendo como combatentes, de um lado, a Força Expedicionária Brasileira, e do outro, as tropas alemãs.

## O ataque
Em 26 de abril ataques foram feitos a Collecchio primeiro a sudeste e depois pelo nordeste. Durante a noite, quando caiu uma chuva torrencial, tais ataques foram suspensos e, ao serem renovados, na manhã do dia 27, a força brasileira tinha sido aumentada com mais duas Companhias.
Às 8 horas da manhã a maior parte de Collecchio tinha caído em poder do MJ. Ramagem. Algumas horas depois, o último bolsão de resistência foi dominado. Num castelo perto da estação rodoviária, os brasileiros emergiam de uma luta vitoriosa na qual não houve, segundo Brayner, nenhuma interferência de americanos para desfigurar o ritmo da operação.
A ação dos brasileiros em Collecchio aliviou a perigosa situação à esquerda do 4º Corpo. Dela resultou a captura de 400 alemães, juntamente com muito equipamento pertencente à vanguarda da 148ª Divisão de Infantaria germânica. Os brasileiros tiveram 16 feridos e um morto.
Em homenagem a batalha vitoriosa da FEB foi criado, no bairro de Bangu (zona oeste da cidade do Rio de Janeiro), o Colégio Estadual Collecchio.
Além disso, foi construído um monumento na Praça da Fé (centro de Bangu) em memória aos pracinhas da FEB residentes em Bangu, onde pode-se ver o trajeto da campanha militar na Itália.